# Bonito
Bonito község (comune) Olaszország Campania régiójában, Avellino megyében. 

## Fekvése
A megye északi részén fekszik. Határai: Apice, Grottaminarda, Melito Irpino és Mirabella Eclano

## Története
A település nevét a 7. században itt élő francia püspök, Szent Bonitus után kapta. Első írásos említése a 10. századból származik. A következő századokban nemesi birtok volt. A 19. században nyerte el önállóságát, amikor a Nápolyi Királyságban felszámolták a feudalizmust.

## Népessége
A népesség számának alakulása:

## Főbb látnivalói
- a Santa Assunta-plébániatemplon Szent Crescentius sírjával, aki Diocletianus császár keresztényüldözéseinek esett áldozatául
- a Santuario Maria SS. Della Neve-templom
- a 17. századi San Antonio ferences-kolostor
- az i. e. 312-ben épült Appiano-kőhíd
- a normann őrtorony